# Pingasa brunnescens
Pingasa brunnescens är en fjärilsart som beskrevs av Louis Beethoven Prout 1913. Pingasa brunnescens ingår i släktet Pingasa och familjen mätare. Inga underarter finns listade i Catalogue of Life.